# Miriam Stockley
Miriam Stockley (née le 15 avril 1962 à Johannesburg, Afrique du Sud) est une chanteuse britannique. Son œuvre est influencée par la musique africaine de son pays.
Elle est mariée à Rod Houison ; ils ont deux enfants, Carly et Leigh Brandon.

## Biographie
À onze ans, Miriam Stockley et sa grande sœur Avryl formèrent un groupe, The Sockley Sisters. Plus tard elle partit pour Londres afin de poursuivre sa carrière musicale. Là, elle contribua par son chant à plusieurs albums et projets télévisés.
Durant la fin des années 1980 et le début des années 1990, Miriam Stockley travailla en collaboration avec le trio d'auteurs et producteurs britannique Stock, Aitken & Waterman en tant que voix de chant additionnelle, et accompagna des morceaux d'artistes comme Kylie Minogue ou Jason Donovan.
En 1991, elle devient membre du groupe Praise qui atteint la quatrième place des charts britanniques avec leur interprétation de Only You. Plus tard elle deviendra la chanteuse d'Adiemus, le projet musical de Karl Jenkins.
Miriam Stockley a interprété de nombreuses BO de films, comme sa performance de Wishing on a Star, de Rose Royce, qui apparaît en générique du 10e Royaume. Ou encore sa chanson Perfect Day, écrite par Colin Towns, qui fut le thème du programme pour enfant Le Monde de Pierre Lapin (en), diffusé sur la BBC de 1992 à 1995.
En 2004, Yamaha réalisa un logiciel vocaloid qui permet de créer des voix de fond ; l'une des trois voix disponibles est fondée sur des enregistrements de Miriam Stockley.
En décembre 2006, elle contribua comme soliste et co-interprète avec Mike Oldfield aux dix-huit concerts de la German Nokia Night of the Proms.
Elle a également réalisé la même année son troisième album solo, une collection de musiques classiques ou populaires réaménagées, intitulé Eternal.

## Discographie
Sa discographie complète est disponible sur son site officiel.

### Albums solos
- Miriam (1999)
- Second Nature (2003)
- Eternal (2006)

### Autres
Seconde voix :
- Freddie Mercury & Montserrat Caballé - Barcelona (1988 ; seconde voix pour The Golden Boy)
- Brian May - Back to the Light (1992)
- Queen - Made in Heaven
- Mike Oldfield - The Millenium Bell (1999 ; chant) et The Art in Heaven Concert (2000 ; seconde voix et voix de tête pour Moonlight Shadow)
- Queen - The Freddie Mercury Tribute Concert (DVD, 2002)
- Atlantis vs Avatar - Fiji (voix principale ; Inferno Records, 2000)
- La trilogie du Seigneur des anneaux.